# Barão de Mondim
Barão de Mondim é um título nobiliárquico criado por D. Maria II de Portugal, por Decreto de 1 de Outubro de 1835, em favor de Bento da França Pinto de Oliveira (1793-1852), depois 1.° Barão de Fonte Nova, 1.° Visconde de Fonte Nova e 1.° Conde de Fonte Nova.
Titulares
1. Bento da França Pinto de Oliveira, 1.° Barão de Mondim, 1.° Barão, 1.° Visconde e 1.° Conde de Sarmento.